# Werschina Tjoi
Werschina Tjoi (russisch Вершина Тёи; chakassisch Тӧӧ пазы, Töö pazy) ist eine Siedlung städtischen Typs in der Republik Chakassien (Russland) mit 3756 Einwohnern (Stand 14. Oktober 2010).

## Geographie
Der Ort liegt in Südsibirien, im westlichen Zentralteil Chakassiens im Kammbereich des dort Mittelgebirgscharakter tragenden und von Taiga bedeckten Abakangebirges, gut 130 Kilometer Luftlinie südwestlich der Republikhauptstadt Abakan. Er befindet sich wenig unterhalb einer Passhöhe im Quellbereich des Flusses Tjoja, der in südöstlicher Richtung zum Taschtyp unweit dessen Mündung in den linken Jenissei-Nebenfluss Abakan abfließt. Der Name der Siedlung steht wörtlich für Gipfel der Tjoja.
Die Siedlung gehört zum Rajon Askis und ist von dessen Verwaltungssitz Askis etwa 65 Kilometer in westlicher Richtung entfernt.

## Geschichte
1930 wurde im Gebiet des heutigen Werschina Tjoi ein Eisenerzvorkommen (Magnetit) entdeckt. Die Bergarbeitersiedlung entstand mit dem Beginn der Erschließung der Lagerstätte 1957. Bereits 1959 wurde der Status einer Siedlung städtischen Typs verliehen. 1965 begann, nach Fertigstellung der Eisenbahnstrecke,  die Eisenerzförderung.

### Bevölkerungsentwicklung
| Jahr | Einwohner |
| ---- | --------- |
| 1959 | 2013      |
| 1970 | 6071      |
| 1979 | 5392      |
| 1989 | 5565      |
| 2002 | 4482      |
| 2010 | 3756      |

Anmerkung: Volkszählungsdaten

## Kultur und Sehenswürdigkeiten
In der Siedlung gibt es ein Heimatmuseum.

## Wirtschaft und Infrastruktur
Ortsbildendes Unternehmen ist der Eisenerztagebau unmittelbar am nordöstlichen Rand der Siedlung, der seit 2003 der heute von der Evraz-Gruppe kontrollierten Evrazruda gehört. Vor Ort wird das Erz angereichert und per Bahn zur Verarbeitung in die Stahlwerke von Nowokusnezk im Kusnezker Becken gebracht.
Bei Werschina Tjoi befindet sich die 1965 eröffnete Endstation Tjoja einer 25 Kilometer langen, eingleisigen und mit 25 kV 50 Hz Wechselstrom elektrifizierten Stichstrecke, die in Biskamscha von der Südsibirischen Eisenbahn abzweigt. Straßenverbindung besteht durch das Tal des Tom in Richtung Nowokusnezk in der benachbarten Oblast Kemerowo, über einen Pass in das Tal des Flusses Askis nach Abakan sowie entlang der Bahnstrecke nach Biskamscha.